# Efrem (Kyriakos)
Efrem, imię świeckie Efrem Kyriakos (ur. 1943 w Bejrucie) – libański duchowny prawosławny, od 2009 metropolita Trypolisu i Al-Koury.

## Życiorys
Święcenia prezbiteratu przyjął w 1987 r. 18 października 2009 otrzymał chirotonię biskupią.